# لانس بلانكس
لانس بلانكس (بالإنجليزية: Lance Blanks)‏ مواليد 9 سبتمبر 1966 في ديل ريو، هو لاعب كرة سلة أمريكي. بدأ مسيرته الاحترافية في سنة 1990. تم اختياره من قبل فريق ديترويت بيستونز خلال الدرافت. بلغ طوله 6 قدم 4 بوصة (1.9 م). اعتزل اللعب في 1999. أحرز خلال مسيرته في الإن بي إيه 289 نقطة بمعدل نقطتان في المباراة الواحدة.

## روابط خارجية
- لانس بلانكس على موقع إن بي أي (الإنجليزية)
- لانس بلانكس على موقع سبورتس رفرنس (الإنجليزية)
- لانس بلانكس على موقع كلية كرة السلة في سبورتس رفرنس.كوم (الإنجليزية)
- لانس بلانكس على موقع ريلجم (الإنجليزية)
- لانس بلانكس على موقع بروبوليرز (الإنجليزية)